# Economia linguistica (interdisciplina)
L'economia linguistica è una interdisciplina che riguarda una serie di temi trasversali ai campi economico e linguistico, intesi sia come influenza delle variabili economiche su quelle linguistiche che viceversa.
 Una delle più diffuse definizioni recita:
(François Grin, The Economics of language: Match or Mismatch? )
Alcuni esempi di argomenti di economia linguistica possono essere: lo studio dell'effetto delle competenze linguistiche sul reddito e sul commercio internazionale, la modellizzazione matematica delle dinamiche linguistiche, l'identificazione dei costi e dei benefici delle azioni di pianificazione linguistica, la tutela delle lingue minoritarie, la valutazione dell'efficacia e dell'equità delle politiche linguistiche a livello internazionale .
 
L'economia linguistica è anche, per sua natura, uno strumento di analisi economica della politica linguistica.

## Origini
L'interesse degli economisti per le questioni linguistiche può essere fatto risalire ad Adam Smith, che nella terza edizione di Teoria dei sentimenti morali (1767) aggiunse all'appendice il saggio Considerazioni sulla prima formazione delle lingue, interrogandosi sulle necessità e i fattori all'origine di una lingua in una comunità umana. Tuttavia, la nascita dell'economia linguistica come campo di studi autonomo è solitamente attribuita a Jacob Marschak, che nel suo articolo Economia della lingua (1965) ha introdotto esplicitamente concetti economici come costi e benefici nell'analisi linguistica. Ulteriori contributi sull'importanza della lingua per gli esiti economici, sociali e politici sono venuti negli anni successivi da Fishman (1965), Pool (1972), Hočevar (1975) e Bretton (1976). I contributi di Smith e Marschak, e successivamente di Rubinstein (2000) si focalizzavano principalmente sulla natura e la struttura interne della lingua, vista principalmente (ma non solo) come strumento di comunicazione creato e sviluppatosi in risposta alle esigenze quotidiane di una comunità di individui. Agli studi economici sulla "lingua" si sono presto aggiunti quelli sulle "lingue", intese non come categoria di analisi astratta e monolitica, ma come le specifiche lingue vive (naturali o artificiali) che uniscono alla comunicazione la cultura e i valori simbolici dei propri parlanti. Nel corso degli anni, il filone di studio sulle "lingue" ha contribuito in maniera crescente all'evoluzione della interdisciplina, mentre quello sulla "lingua" è rimasto in una posizione più marginale, per numero e portata di studi prodotti.  

## Assetto odierno
La più recente distinzione tra le linee di ricerca esistenti nel campo identifica i seguenti filoni di studio:
1. Corpo linguistico (o corpus linguistico), che si rivolge a una lingua in particolare, compresi i suoi sistemi di scrittura, ortografia e terminologia. Si ricollega all'originario filone di studio sulla "lingua", e conta oggi un numero limitato di contributi.
2. Stato linguistico (o status linguistico), che riguarda la posizione di una specifica lingua nei confronti di una o più altre lingue in termini economici, socioeconomici e geopolitici. Identifica il filone di ricerca sulle "lingue" e rappresenta il grosso degli studi prodotti.
3. Sondaggi e analisi metalivello, focalizzato sulla creazione, somministrazione e analisi di questionari inerenti tematiche linguistico-economiche, o sull'analisi comparata dei risultati di diverse ricerche. È la categoria che al momento presenta il minor contributo di contributi.

Una buona parte degli studi inclusi in questa interdisciplina sono interamente condotti da economisti: ciò è probabilmente da ascrivere alla sua stessa definizione che, richiedendo la conoscenza e l'uso degli strumenti teorici e metodologici dell'economia, risulta di più immediato accesso per gli addetti a tale disciplina. Tuttavia, questo non ha impedito il crescente apporto di approcci e contributi da altre discipline, in particolare dalla sociolinguistica e dalla scienza politica, come parte di più ampie ricerche condotte con economisti o come studi autonomi. 